# Sinagoga de Cafarnaum
A Sinagoga de Cafarnaum, em Huqoq,  uma antiga aldeia judaica localizada a aproximadamente 2-3 km a oeste de Cafarnaum e Migdal (Magdala), na Galileia, foi erigida entre os séculos II e IV d.C., no mesmo local onde antes Jesus ensinara. As suas ruínas ainda existem, em Israel.